# Dakota Wizards 2010-2011
La stagione 2010-11 dei Dakota Wizards fu la 5ª nella NBA D-League per la franchigia.
I Dakota Wizards arrivarono quarti nella Eastern Conference con un record di 19-31, non qualificandosi per i play-off.

## Roster
| N° | Naz.                   | Ruolo | Sportivo           | Anno | Alt. | Peso |
| -- | ---------------------- | ----- | ------------------ | ---- | ---- | ---- |
| 6  | Stati Uniti (bandiera) | G     | Javaris Crittenton | 1987 | 196  | 91   |
| 6  | Stati Uniti (bandiera) | G     | Willie Kemp        | 1987 | 188  | 84   |
| 7  | Stati Uniti (bandiera) | A     | Renaldo Major      | 1982 | 201  | 91   |
| 13 | Stati Uniti (bandiera) | G     | Mike Gerrity       | 1986 | 185  | 86   |
| 14 | Stati Uniti (bandiera) | G     | Brandon Johnson    | 1986 | 183  | 93   |
| 15 | Stati Uniti (bandiera) | G     | Darren Cooper      | 1983 | 191  | 88   |
| 17 | Stati Uniti (bandiera) | C     | Chris Johnson      | 1985 | 211  | 95   |
| 21 | Stati Uniti (bandiera) | A     | Dominique Scales   | 1983 | 206  | 104  |
| 22 | Regno Unito (bandiera) | C     | Chris Ayer         | 1983 | 208  | 104  |
| 23 | Stati Uniti (bandiera) | G     | Maurice Baker      | 1979 | 185  | 79   |
| 24 | Stati Uniti (bandiera) | G     | Anthony Goods      | 1987 | 191  | 91   |
| 33 | Stati Uniti (bandiera) | A     | Rob Diggs          | 1987 | 203  | 92   |
| 34 | Stati Uniti (bandiera) | A     | Mike Anderson      | 1986 | 201  | 91   |
| 42 | Stati Uniti (bandiera) | C     | Brendon Knox       | 1987 | 208  | 108  |
| 44 | Stati Uniti (bandiera) | AC    | Chris Holm         | 1984 | 213  | 113  |
|    | Stati Uniti (bandiera) | A     | Mike Hall          | 1984 | 203  | 100  |
|    | Stati Uniti (bandiera) | G     | Vernon Hamilton    | 1984 | 185  | 88   |
|    | Stati Uniti (bandiera) | A     | Walter Sharpe      | 1986 | 206  | 113  |
|    | Stati Uniti (bandiera) | A     | DeMarre Carroll    | 1986 | 203  | 98   |
|    | Stati Uniti (bandiera) | C     | Mickell Gladness   | 1986 | 211  | 104  |
|    | Stati Uniti (bandiera) | G     | Lawrence Westbrook | 1988 | 183  | 84   |
|    | Senegal (bandiera)     | C     | Hamady N'Diaye     | 1987 | 213  | 107  |

## Staff tecnico
- Allenatore: Rory White
- Vice-allenatore: Bernard Smith
- Preparatore atletico: Jamal James